# Komárom ostroma (1848–49)

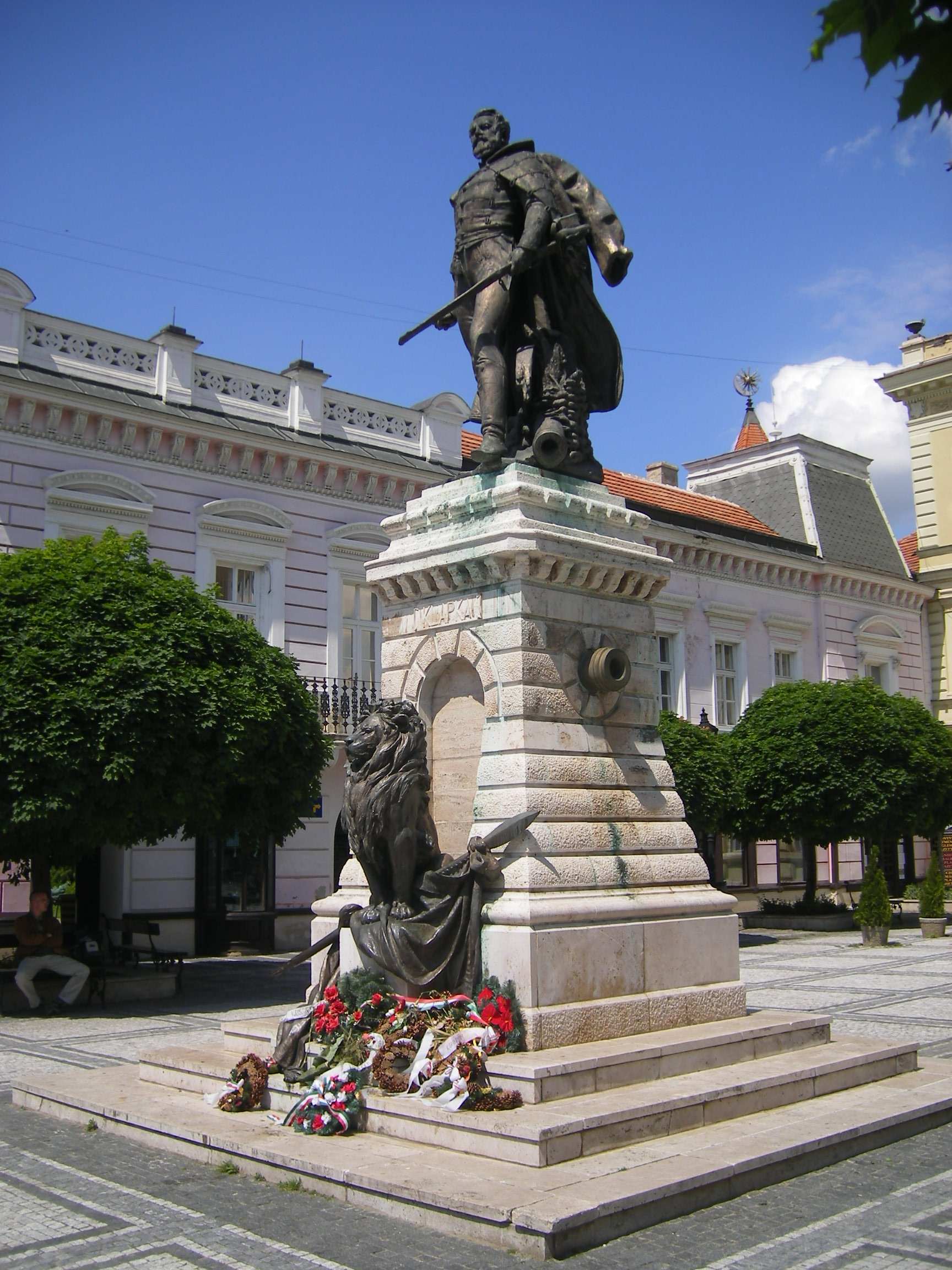
A komáromi vár parancsnokának, Klapka György tábornoknak a szobra a város főterén

A komáromi vár ostroma az 1848–49-es forradalom és szabadságharc kiemelkedő katonai és politikai jelentőségű eseménye volt, amely 1848 decemberében kezdődött meg, és 1849. szeptember 27-éig, a komáromi vár átadásáig tartott. A Klapka György vezette várvédők a világosi fegyverletétel után másfél hónapig kitartottak az osztrák túlerő ellen és egész Európában utolsóként tették le a fegyvert az 1848-49-es forradalmi hullám harcosai közül.

## A komáromi vár 1848-ban
1848-ban Wilhelm Mertz volt a komáromi vár parancsnoka, aki hűséges volt a Habsburg uralkodóházhoz, de képtelen volt a hatalmas erődítmény védelmére a város forradalmi érzelmű lakosságától (3 zászlóalj gyalogsággal és 50 tüzérrel rendelkezett). Mertz ezért segítséget kért Magyarország katonai parancsnokától, Ignaz Lederer tábornoktól, aki azonban május 11-én álruhában hozzá menekült, miután Pesten törvényszék elé idézték a tüntető nép szétveréséért. Később a Csillagerődből álruhában menekült tovább Bécsbe Mertz segítségkérésével, amelyre azonban nem érkezett válasz. V. Ferdinánd király június 13-i levele alapján kényszerből ugyan engedelmeskedett a forradalmi magyar kormánynak, de ugyanakkor ágyúkat szegeztetett a városra. Augusztus első napjaiban a vár magyarellenes beállítottságú horvát legénységét (a komáromiak panaszára) Bécsbe szállították és egy olasz zászlóalj érkezett a várba.
Batthyány Lajos miniszterelnök utasítására augusztus 10-én az 1200 komáromi nemzetőr mellé 1200 esztergomi nemzetőr érkezett a városba Besze János és Kosztolányi Mór őrnagy vezetésével a vár őrizetére. Mertz 10 napig nem engedte be őket a várba, a Nádor-vonal bástyáiban helyezték el őket.

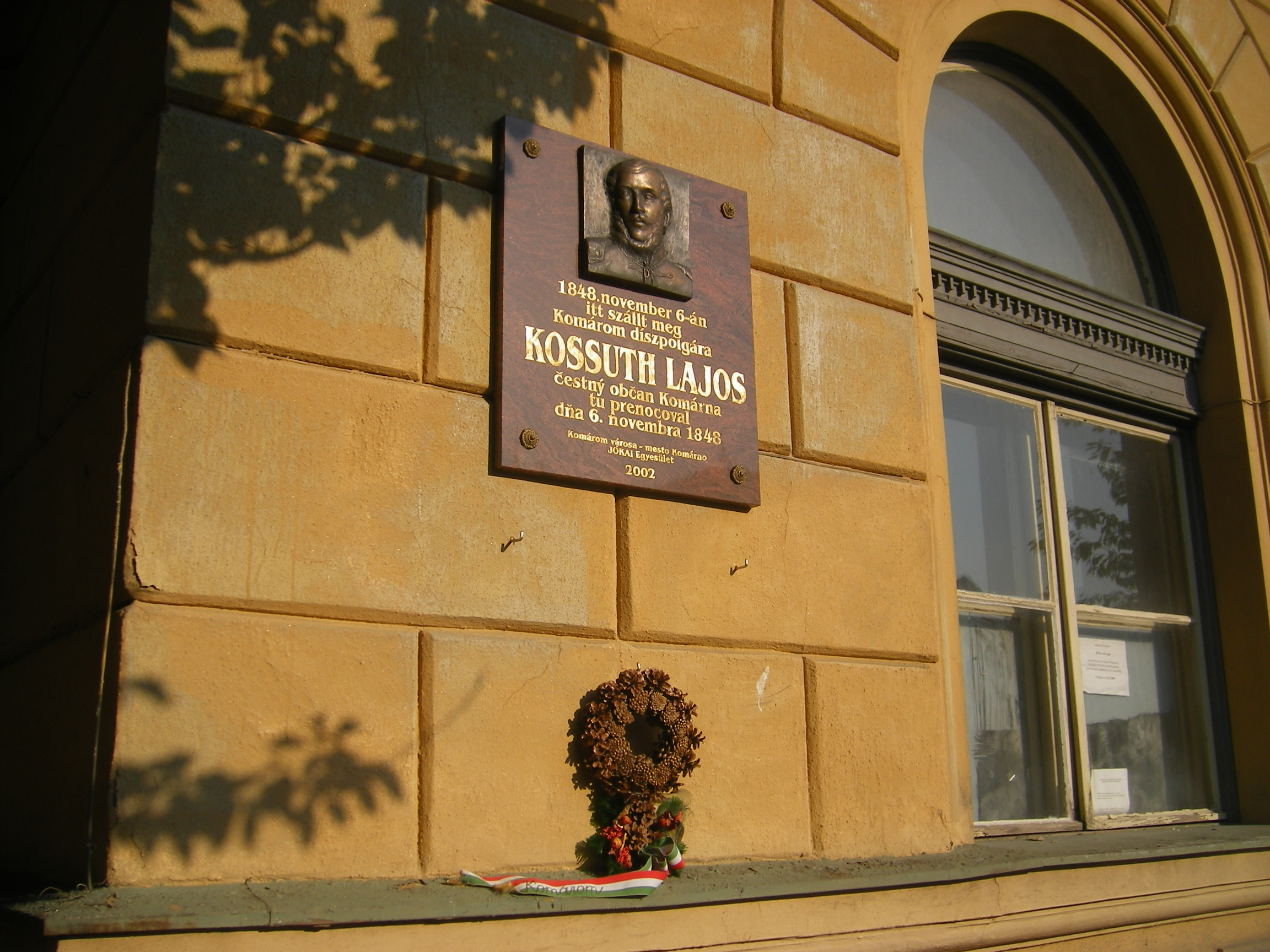
Kossuth Lajos emléktáblája a Klapka-téri rendelőintézet falán

Szeptember 10-én újabb esztergomi nemzetőrök érkeztek a városba Majthényi István alezredes vezetésével, aki Batthyány Lajos miniszterelnök írásbeli parancsával felszólította Mertzet a vár parancsnokságának átadására. Ő azonban nem bocsátotta be őket a várba, ezzel tovább súlyosbítva a feszült viszonyt a vár és a város között. Szeptember 15-én a Gönyűn állomásozó császárhű egységeket rendelte Komáromba, terve azonban kitudódott. A polgármester, Amtman Jenő szétszedette a dunai hajóhidat, így a zászlóalj nem jutott át a Dunán a várba. A két nappal később a városban pusztító tűz okozását a lakosság a várbelieknek tulajdonította.
Szeptember 29-én a vár legénysége letette az esküt a magyar alkotmányra és az osztrák parancsnokság elhagyta a várat. Várparancsnokká Majthényi István alezredest nevezték ki.
Az erődöt október 19–20-án, valamint november 6–7-én Kossuth Lajos is meglátogatta, utóbbi alkalommal Bem József kíséretében. A legénység száma folyamatosan bővült, 1848 végén már 10 640 főt tett ki. A város lelkes hazafias hangulatára jellemző, hogy a kért 298 újoncon kívül még 70-en jelentkeztek önként katonai szolgálatra. Folytatódtak a város védelmét biztosító félbeszakadt erődítési munkák, ekkor kezdték a monostori Homokhegyet földsáncokkal megerősíteni. A Csillagerődben állandóan egy zászlóalj és 90 tüzér állomásozott.

## A vár ostroma (1848–49)

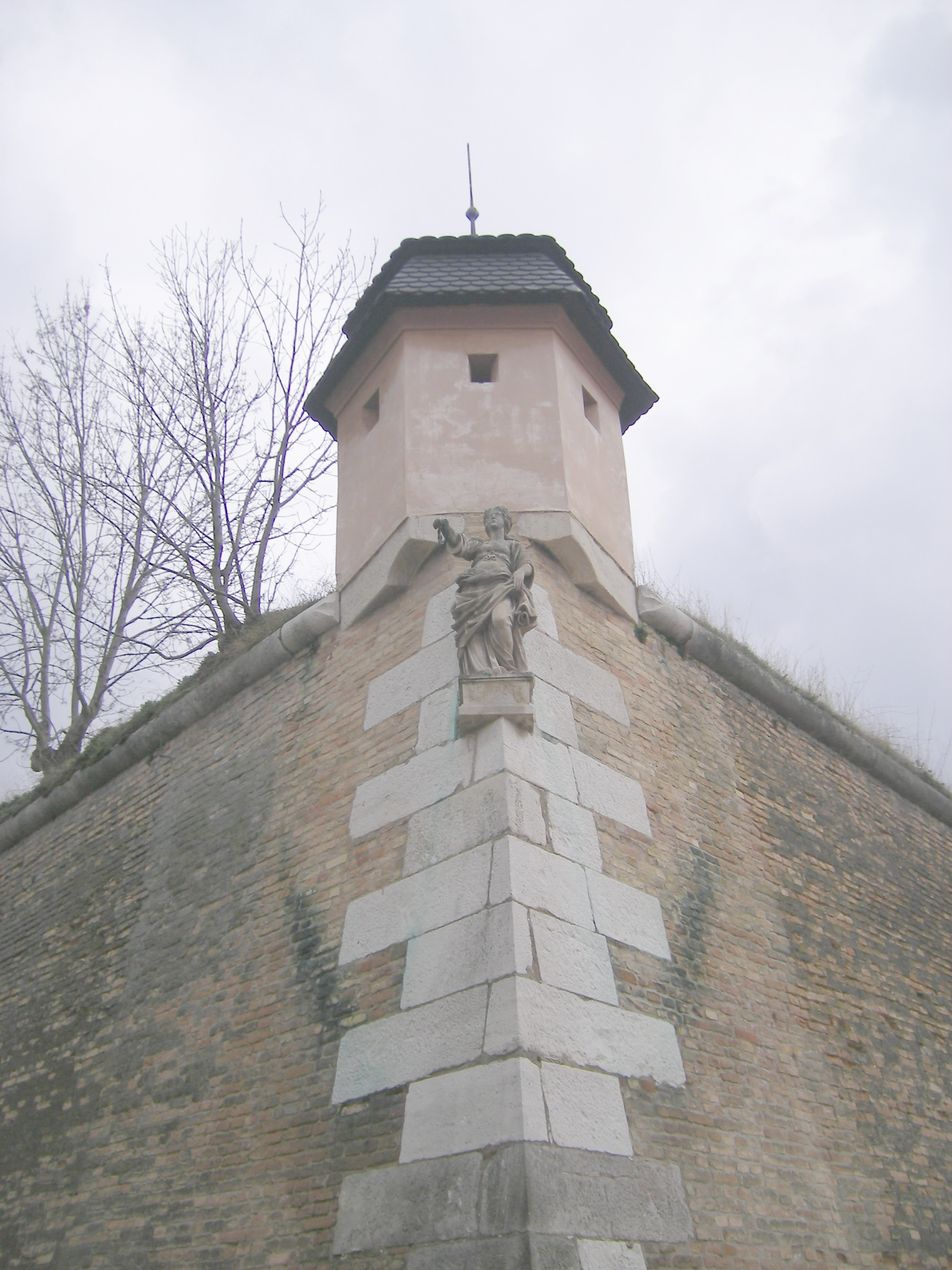
A Kőszűz az Újvár sarokbástyáján a vár bevehetetlenségének jelképe (Felirata: Nec arte nec Marte – Sem csellel sem erővel)

1848 decemberében megindult az osztrák támadás Magyarország ellen. A II. hadtest december 30-án érkezett Komárom alá és Wrbna altábornagy megadásra szólította fel a vár védőit. Ramberg és Neustadter tábornokok ostromgyűrűvel vették körül a várost. Majthényi tábornok értesülve Buda várának elfoglalásáról január 7-én a haditanácson felvetette a vár feladását, amit a tisztek felháborodással fogadtak és Majthényi lemondott parancsnoki tisztségéről. Az új parancsnok Török Ignác lett, akinek kinevezését később a kormány is megerősítette és egyben tábornokká nevezte ki január 28-án. A vár legénysége a tűzkeresztségen január 13-án Nyárasdnál esett át, ahol csatában megfutamították az osztrákokat, az ellenség parancsnokát is megölve.
A január 22-i jeges ár elöntötte a Vág-Duna menti laposokat, ezzel megközelíthetetlenné tette a várat észak és kelet felől. Márciusban bezárult az osztrák ostromgyűrű, az ostromlók parancsnokságát Balthasar Simunich altábornagy vette át, aki Ácson rendezte be főhadiszállását. Számuk 14 133 fő volt. Simunich a monostori Homokhegyen tüzelőállást rendezett be, melyet március 17-én Querlonde alezredes megkísérelt visszafoglalni, de ez nem sikerült (Újszőny nagy része viszont leégett). Március 20-án megkezdődött a város bombázása nehéztüzérséggel, amely egy hónapig tartott. Simunich célja a lakosság fellázítása volt, de a komáromiakat nem tudta megtörni (korabeli szállóige szerint: Lőhetsz német, de be nem jössz !). Március végén Welden táborszernagy vette át az ostromlók vezetését, aki március 31-én a Vág-Duna felől próbálta meg elfoglalni Komáromot. A várból és a vág-dunai hídfőből azonban kereszttűzbe vonták az ostromlókat, akik másfél óra után kénytelenek voltak visszavonulni. Ugyanekkor kézitusában az Apáli-szigetnél is megfutamították az osztrákokat.
Április elején a megáradt Duna könnyítette meg a vár védelmét és április 4-én hír érkezett a városba a felmentő sereg elindulásáról. Ekkor kezdték meg (állandó bombazáporban) a hajóhíd megépítését az Öregvár és a Csillagerőd között, amely április 7-ére elkészült. Ezután az osztrákok a Csillagerőd elfoglalására törekedtek, de erőfeszítéseik kudarccal jártak. 1849 áprilisában a Nyitra és a Zsitva is kiöntött, megkönnyítve a város védelmét, de egyben lassította felmentő sereget is, hiszen a gyalogságnak a vízben kellett gázolnia. Az árvíz is nagy károkat okozott. Április 10-én megérkezett a városba Lenkey János és átvette a vár parancsnokságát, majd őt az április 20-án egy huszárcsapat élén érkezett Guyon Richárd váltotta fel. 

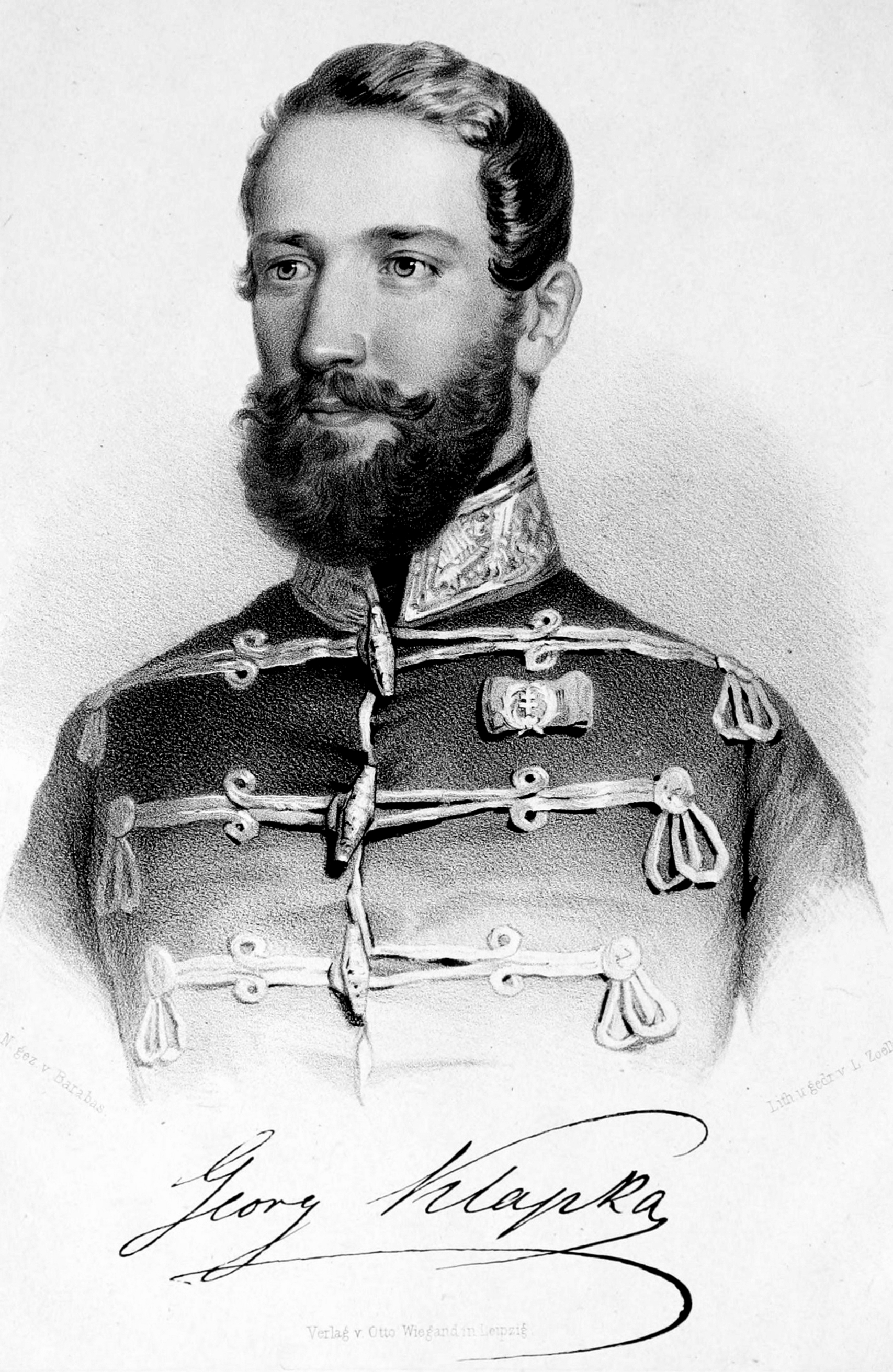
Klapka György vár- s hadseregparancsnok

Végül április 22-én a Feldunai hadsereg I. és III. hadteste, Damjanich János és Klapka György vezetésével megérkezett a városba a felmentő sereg is, amely azonnal hozzálátott az ostromgyűrű szétzúzásához. Elkezdték Szőny ágyúzását, mivel az ottani katolikus templom tornyából tartották az osztrákok a várat megfigyelés alatt, majd támadást intéztek a Csallóközben állomásozó császári katonaság ellen, szétrombolva az ostromlók által épített Duna-hidat Lovadnál (Csallóközaranyos közelében). Az április 26-ára virradó éjszakán rajtaütésszerű támadásban a monostori Homokhegyet (Sandberg) is visszafoglalták az osztrákoktól és kiverték őket Újszőnyből. A honvédség Damjanich János és Görgei Artúr vezetésével 14 órás csatában áttörte az ostromgyűrűt és Mocsáig vetette vissza az ellenséget.
Az április 26-i győzelem után megkezdődött a körvédelem kiépítése, mely május 20-ára be is fejeződött. Újszőny körül a monostori Homokhegytől a Csillagerődig sáncsort vontak, melyet a fontosabb pontokon tíz kiserőddel erősítettek meg. Körsáncok épültek a dunai Erzsébet-szigeten és az Apáli-szigeten is. A kormány május 28-án Klapka Györgyöt nevezte ki várparancsnokká. Az ő parancsára elkezdődött a Monostori erőd építése Thaly Zsigmond irányítása alatt. Ezzel elkészült a körvédelem és a megerősített vártüzérség 292 ágyúja nézhetett szembe az osztrákokkal. A komáromi honvédek részt vettek a budai vár visszafoglalásában is.

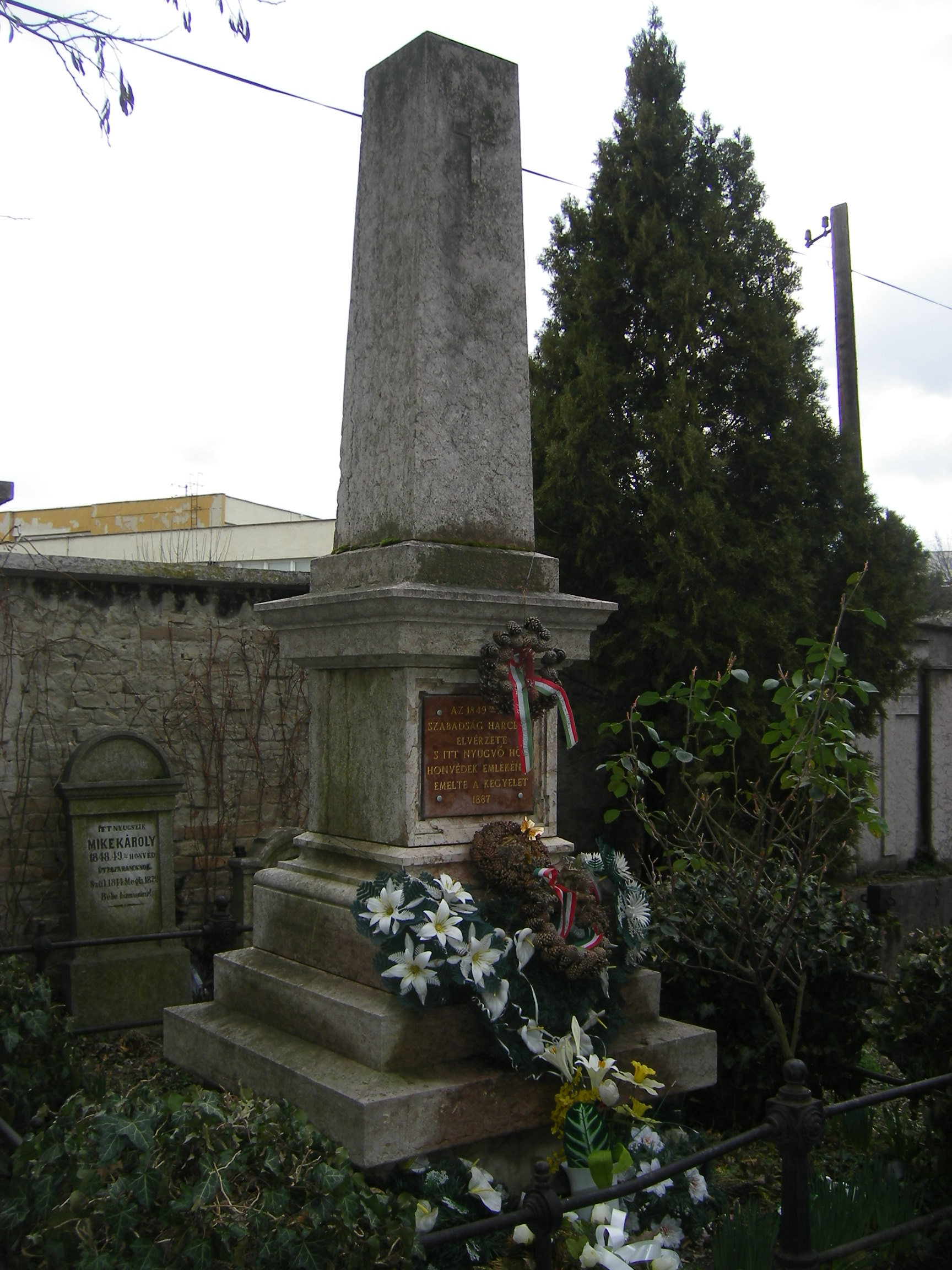
Az 1848–49-ben elesett honvédek emlékműve a katolikus temetőben

1849 júniusában a cári orosz hadsereggel támogatott osztrák sereg újra támadásba indult a forradalmi magyar csapatok ellen. Július 2-án Haynau vezetésével a komáromi csatában sikertelenül próbálták elfoglalni a várat az egyesített osztrák-orosz hadak. Ezután a városba érkezett felvidéki zászlóaljakkal együtt (a kormány utasítására) a magyar erők megpróbáltak kitörni az ostromgyűrűből dél felé (július 11-én), hogy a Tisza-Maros térségébe vonuljanak át. A kitörési kísérlet meghiúsult, és a második komáromi csatában 2300-an vesztették életüket a szabadságharc legvéresebb csatájában.
A sikertelen kitörési kísérlet után, július 12-én Görgey csapatai a Duna bal partján vonulva elhagyták Komáromot, a városban Klapka György parancsnoksága alatt a II. és a VIII. hadtest maradt, 24 zászlóaljjal és 12 lovasszázaddal (összesen 18,3 ezer fő). A tábornok megszervezte a vár védelmét és július 14-én bevezette az ostromállapotot (a vár élelemraktárait a környező falvakban folytatott rekvirálásokkal feltöltötték, az idegeneket kiutasították a városból, szükségpénzt bocsátottak ki). Az ostromló sereg parancsnokságát Anton Csorich altábornagy vette át, 16 zászlóalj gyalogos, 6 század lovasság állt rendelkezésére 12 000 katonával.
A komáromi honvédek rajtaütéses akcióban megtámadták a császáriak tatai élelmiszerraktárait, melynek során 100 hadifoglyot ejtettek és egyben hozzájutottak az ostromló sereg hadrendjéhez. Július 30-án újabb kitörést hajtottak végre a Mátyusföld irányában, amelynek célja az ellenség figyelmének elterelése volt. Augusztus 1-ének éjjelén Heténynél osztrák katonákat fogtak el, akiket nem vártak be a visszahátráló bajtársaik. Osztrák katonák Lándoron keresztül is menekültek a Csallóközbe. A legfontosabb kitörésre augusztus 3-án került sor, Almáson, Mocsán és Igmándon törtek rá az ellenségre a honvédek és gazdag zsákmányt ejtettek (többek között 30 ágyút, 35 élelmiszerszállító hajót, 800 sertést és 2600 szarvasmarhát) és mintegy 1000 hadifoglyot is ejtettek. A győzelem lelkesedéssel töltötte el a lakosságot, pár nap alatt mintegy 6 ezer újonc jelentkezett Komáromban.

## Komárom kapitulációja
Az augusztus 3-i vereségük után az osztrákok augusztus 20-ára ismét helyreállították az ostromgyűrűt. Az augusztus 13-i világosi fegyverletételt követően az osztrák hadvezetés Komárom bevételét tűzte ki célul.
A komáromi várat tekintélyes számú emberrel továbbra is Klapka tábornok védte az ostromra felsorakozó egyesített császári haderők mintegy 40 000 katonájával szemben.
Klapka közben négy megbízható emberét szétküldte az országba, akik visszatérve jelentették, hogy a szabadságharc ügye elbukott. A fegyverletétel híre után a várőrség kettészakadt, a „vörös republikánusok“ csoportja az utolsó csepp vérig való küzdelem mellett volt, a másik rész a józan megfontolás híve volt – a feltétel nélküli megadást elutasítva, a vár védőinek járó amnesztia fejében hajlandó volt a vár átadására.
Az osztrák haderő többszöri sikertelen felszólítás, illetve Csorics osztrák altábornagy, Alcaini alezredes és Paszkevics orosz tábornagy fenyegetése után Haynau 1849 augusztusában küldte az utolsó felszólítást.
1849. szeptember 1-jén kezdődtek meg a tárgyalások a vár meghódolására. A komáromi őrség 10 pontban állapította meg a megadás feltételeit. Az alkupontok elfogadását osztrák részről megnehezítette, hogy a pontok egy része az egész országra kiterjedő feltételeket szabott. Például: „Adassék általános közbocsánat az országnak, s az összes magyar hadseregnek, a magyar bankjegyek értékesíttessenek, s mindazon hazafiak, kik külföldre akarnak utazni, útlevéllel láttassanak el”.

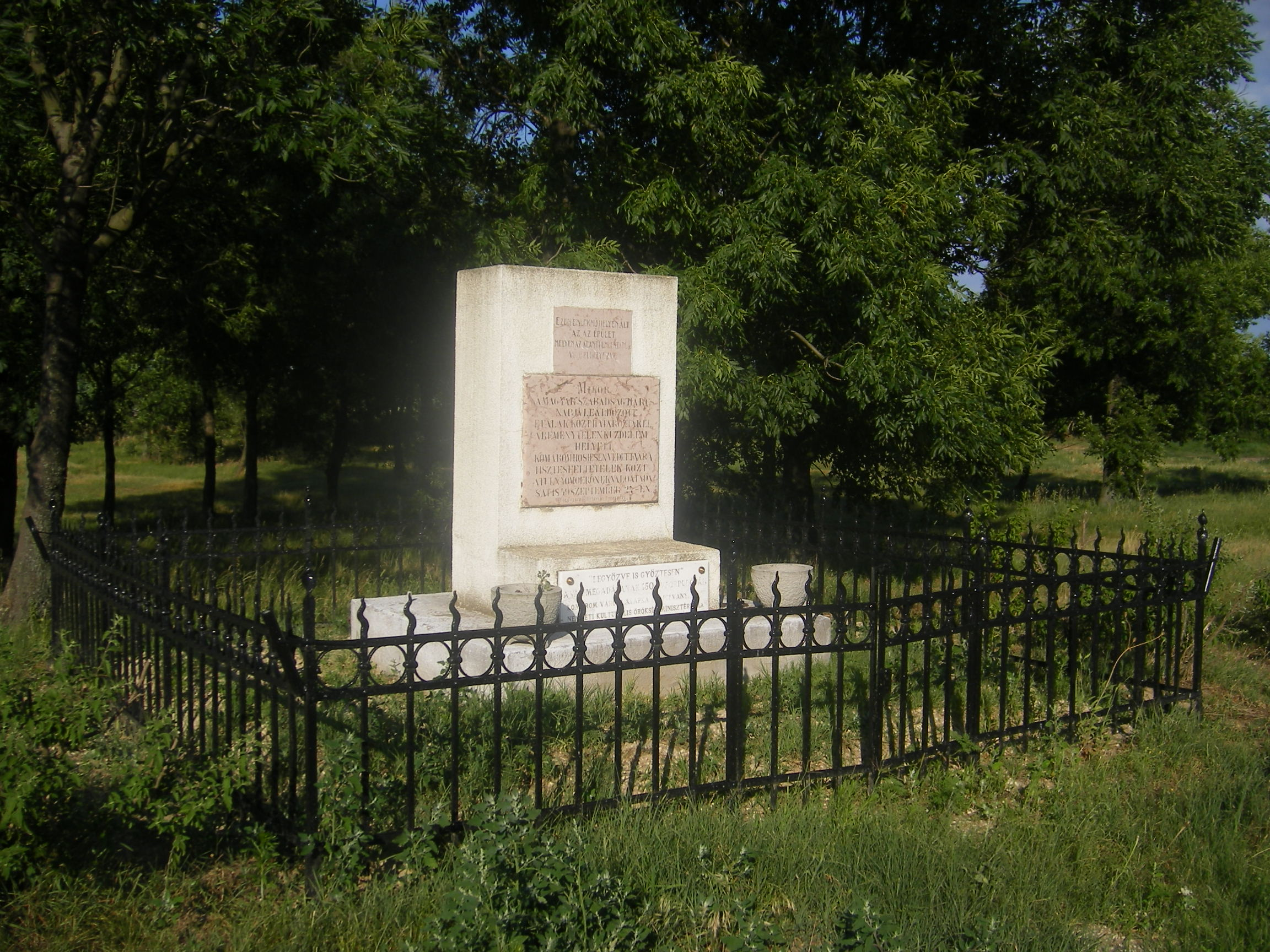
Emlékmű Herkálypusztán, a vár megadásának helyén

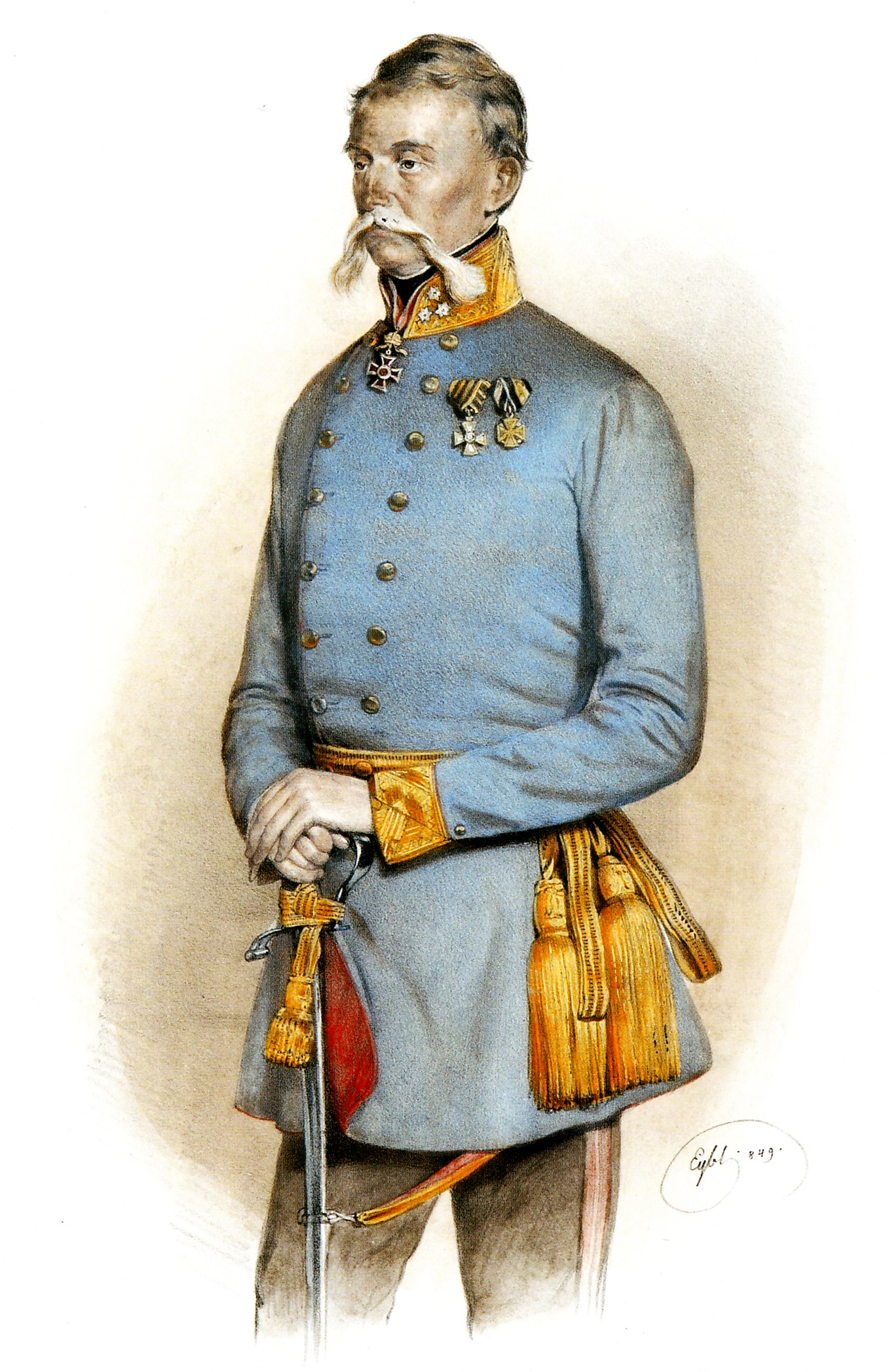
Julius Jacob von Haynau táborszernagy

Az osztrákok elutasították a várvédők feltételeit, így kiújultak a harcok. Szeptember 5-én 15 katonaszökevényt végeztek ki a városban, majd 5 nappal később a Klapka meggyilkolására Komáromba küldött osztrák kémet is agyonlőtték. Szeptember 25-én Ószőnynél került sor a szabadságharc utolsó katonai összecsapására.
Szeptember 27-én végül aláírták a vár átadásának feltételeit tartalmazó okmányt, az úgynevezett „hódolati szerződést”. Ennek színhelye Haynau hadiszállása, a Komáromtól kb. 4 km-re levő Herkálypuszta volt.
A fegyverletétel feltételéül korábban szabott országos amnesztiáról és a többi hasonló követelésről Klapkáék lemondtak, és az új feltételek már csak a komáromiakra vonatkoztak.
A megadás feltételei a következők voltak:

- 1. A várőrség fegyver nélkül szabadon bocsáttatik.

A tisztek kardjai tulajdon gyanánt megmaradnak.
Oly tisztek, kik ezelőtt a cs. kir. hadseregben szolgáltak, külföldre szóló útleveleket nyernek. Akik ilyeneket nem kivánnak, szabadon hazabocsáttatnak, kivéve azokat, akik magukat önként jelentenék.
A honvédtiszteknek, t. i. azoknak, akik ezelőtt nem szolgáltak, szabad tartózkodás engedtetik a hazában, minden fentartás nélkül jövendő alkalmazásukra nézve.
A cs. kir. ezredbeli legénység közbocsánatot nyerve, mindazon egyénekkel együtt, akik időközben tiszti állásra léptek, szabadon elbocsáttatik s a későbbi törvényes üldözés elől valamennyien felmentetnek.
- 2. Külföldre szóló útlevelek mindazoknak adatnak, akik olyakat 30 nap alatt követelnek.
- 3. A tiszteknek egy havi díj, a legénységnek 10 napi zsold adatik osztrák bankjegyekben, cs. kir. szabályszerü hadi illetmény szerint.
- 4. A várőrségnek kincstári utalványok kiadása által előidézett kötelezettségei kiegyenlítésére 500,000 pengő forintok fizettetnek osztrák bankjegekben.
- 5. A Komáromban lévő elnyomorodott, s beteg harcosok jövője biztosíttatik.
- 6. Ingó, s ingatlan magánvagyonát egyátalában mindenki megtartja.
- 7. Hogy hol, mikor s mi módon tétetnek le a fegyverek, később fog meghatároztatni.
- 8. Az ellenségeskedések ezennel mindkét részről megszüntetnek.
- 9. A vár hadi szokás s mindkét részrőli ratifikáció után átadatik.

Kelt a Herkály-pusztán, Szept. 27-én 1849.
Haynau s.k.,
táborszernagy.
Takács [Nándor], százados.
Gasparitz, százados.
Mednyanszky [Sándor], alezredes.
Rutkay [István], alezredes.
Prágay [János], alezredes.
Gróf Zichy Ottó, ezredes.
Gróf Esterházy Pál, ezredes.
Janik János, ezredes.
Szabó Zsigmond, ezredes. [térparancsnok]
Kászonyi József, ezredes.
Aschermann Ferenc, [ezredes] várparancsnok.
Klapka György, vár- s hadseregparancsnok.
A megkötött szerződés értelmében a helyőrség tagjai minden későbbi üldözéstől mentesítő papírt (menlevelet, németül Geleitschein-t) kaptak. (Ezek a papírok sok embernek mentették meg az életét a megtorlás idején, köztük Jókai Mórnak is.) Klapka a város valamennyi polgári tisztviselőjének is megszerezte a menlevelet katonai állományba vételükkel, így mintegy 30 ezren jutottak hozzá.
Október 1–4. között az egész erődrendszert átadták az osztrákoknak, Klapka utolsó szemléjét október 2-án, a Csillagerőd mellett tartotta.

## Részt vevő neves személyek
- Majthényi István (1788-1868) császári majd honvéd tiszt, vezérőrnagy, rövid ideig a Komáromi vár parancsnoka.
- Török Ignác (1795-1849) honvéd vezérőrnagy, hadimérnök, az aradi vértanúk egyike.
- Lenkey János (1807-1850) 1848–49-es honvéd tábornok.
- Guyon Richárd (1813-1856) tábornok, rövid ideig vezérkari főnök és a honvédség főparancsnoka, a török hadsereg tábornoka.
- Damjanich János (1804-1849) honvéd vezérőrnagy, az aradi vértanúk egyike.
- Klapka György tábornok, helyettes hadügyminiszter.
- Görgei Artúr (1818-1916) honvédtábornok, hadügyminiszter.
- Bechtold Fülöp (1787-1862) császári-királyi altábornagy.
- Benedek Lajos (1804-1881) császári-királyi táborszernagy, tábornok, főparancsnok.
- Friedrich Wilhelm Mertz (1777-1857) osztrák császári-királyi altábornagy, a komáromi erőd parancsnoka 1845 és 1848 között.
- Balthasar Simunich (1785-1861) császári és királyi altábornagy.
- Ludwig von Welden (1780-1853) császári és királyi táborszernagy, utásztiszt, szállásmester.
- Franz von Schlik (1789-1862) lovassági tábornok, altábornagy.
- Franz de Paula Gundaccar II. von Colloredo-Mannsfeld (1802-1852) osztrák altábornagy.
- Sigismund von Reischach (1809-1878) császári és királyi altábornagy, tiszteletbeli táborszernagy.
- Karl von Simbschen (1794-1870) császári és királyi altábornagy.
- Fjodor Szergejevics Panyutyin (1790-1865) orosz katonatiszt.
- Böszörményi László (1822-1869) honvédszázados, központi választmányi tag, országgyűlési képviselő.
- Csomortányi Alajos
- Csomortányi Lajos (1822-1869) honvédőrnagy, szőlőtermesztő.
- Erdősi Imre (1814–1890) piarista szerzetes, tanár, honvéd tábori lelkész, a „branyiszkói hős”.
- Fiala János (1822-1911) vasúti mérnök, a magyar szabadságharc és az amerikai polgárháború katonája
- Hamary Dániel (1826-1892) orvosdoktor, magyar királyi honvéd törzsorvos, honvéd tüzérhadnagy, író, a márciusi ifjak egyike.
- Keresztessy József (1819-1895) vívómester, a magyar kardvívóiskola megalapítója.
- Királyi Pál (1818-1892) magyar publicista és országgyűlési képviselő.
- Kondor Gusztáv (1825-1897) csillagász, geodéta, matematikus, a Magyar Tudományos Akadémia levelező tagja.
- Kozlay Jenő (1826-1883) magyar honvédtiszt, az amerikai polgárháború tiszteletbeli (Brevet) dandártábornoka.
- Lebstück Mária (1830-1892) honvéd főhadnagy.
- Lendvay Benő (1830-1900) orvosdoktor, megyei főorvos, orvosi szakíró.
- Makk József (1810 körül – 1868) tüzérezredes, az olasz és az amerikai szabadságért is harcolt.
- Máriássy János (1822-1905) honvédezredes, a magyar királyi honvédség altábornagya.
- Mesterházy István (1811-1854) ezredes.
- Meszlényi Jenő (1814-1900) honvéd ezredes, Kossuth Lajos sógora.
- Nagysándor József (1803-1849) honvéd vezérőrnagy, az aradi vértanúk egyike.
- Poeltenberg Ernő (1808-1849) honvéd vezérőrnagy, az aradi vértanúk egyike.
- Rózsafy Mátyás (1828-1893) újságíró, az amerikai polgárháború katonája.
- Szalatnay Márk (1815-1875) főhadnagya, szakszervezeti vezető, forradalmi szocialista.
- Szikszai Lajos (1825–1897) Szilágy vármegye alispánja, az Országgyűlés tagja, királyi tanácsos és műgyűjtő.
- Szinnyei József (1830-1913) bibliográfus, könyvtáros, irodalomtörténész, lexikográfus.
- Szuhay Lajos (1815-?) magyar jogász.
- Térey Pál (1831-1883) honvédtiszt, országgyűlési képviselő, őrnagy.
- Vári Szabó István (1827-1906) ügyvéd, polgármester, honvéd százados. Kossuth Lajos futárja.